# Touria Chaoui
Touria Chaoui, född 14 december 1936 i Fes, Marocko, död 1 mars 1956,  var den första marockanska kvinnliga piloten. 

## Uppväxt
Touria Chaoui har en marockansk far vid namn Abdelwahed Chaoui som var en teaterregissör och en marockansk mamma som heter Zina.  Hon var ett av två barn, hennes bror Salah Chaoui är en känd konstnär som bor i Vichy, Frankrike. 1948 flyttade Tourias familj från Fes till Casablanca för att starta ett nytt liv.  

## Karriär
1950 registrerade Tourias far henne i en flygskola i Tit Mellil.  Flygskolan var endast för fransmän som ockuperade Marocko under tiden, det var i vissa fall möjlig för även marockanerna, men inte kvinnor. Tourias ansökan ifrågasattes av skolan och mycket gjordes för att avskräcka henne från att delta i luftfartsprogrammet. Eftersom det inte fanns någon lagstiftning som hindrade henne från att ansöka, accepterade skolan motvilligt med hopp om att hon snart skulle ge upp.  

## Död
När Touria Chaoui började flyga sitt privata flygplan dödades hon den 1 mars 1956. Mordarna identifierades inte. 